# Rey de Reyes (2021)
Rey de Reyes 2021 fue la vigésima cuarta edición del Rey de Reyes, un evento de pago por visión de lucha libre profesional producido por la Lucha Libre AAA Worldwide. El evento estaba programado originalmente para el 21 de marzo de 2020 desde el Poliforum Zamná en Mérida, Yucatán y transmitido en vivo, sin embargo, debido a la pandemia de COVID-19 se pospuso para el 1 de mayo de 2021 desde San Pedro Cholula, Puebla y fue transmitida en vivo por el canal Space. El evento especial es una lucha en la que el ganador se lleva la espada que lo acredita como el Rey de Reyes.
El evento contó con la presencia de la Campeona Knockouts de Impact Deonna Purrazzo quien apareció en la mesa de comentarios durante el evento y el exluchador de la WWE Andrade hizo su debut en AAA, desafiando al Megacampeón de AAA Kenny Omega a un combate en Triplemanía.

## Antecedentes
El 24 de abril de 2021, Daga renunció al Campeonato Latinoamericano de AAA debido a cuestiones ajenas. Ese mismo día se anunció una lucha de Triple Threat Match por el ese dicho título vacante siendo los oponentes Octagón Jr., Taurus y un luchador sorpresa.

### Combates cancelados o modificados
Rey de Reyes de 2020 se planeó originalmente para tener la lucha por el Megacampeonato de AAA entre Kenny Omega de All Elite Wrestling (AEW) contra Laredo Kid. Sin embargo, la lucha se pactó para el 12 de diciembre en Triplemanía XXVIII.
La lucha por el Campeonato Mundial en Parejas de AAA entre los Lucha Brothers (Fénix & Pentagón Jr.) contra The Rascalz (Dezmond Xavier & Zachary Wentz) se iba a llevar a cabo en 2020. pero fue cancelado debido a que Xavier y Wentz firmaran con la WWE.

## Resultados
- Látigo derrotó a Aramís, Arez, Dinastía y Toxin y ganó la oportunidad por el Campeonato Mundial de Peso Crucero de AAA.
  - Después de la lucha, Laredo Kid salió a felicitar a Látigo.
- Taurus derrotó a Octagón Jr. y Villano III Jr. y ganó el vacante Campeonato Latinoamericano de AAA.
  - Taurus cubrió a Villano después de un «Power Bull».
- Faby Apache derrotó a Chik Tormenta, Flammer, Lady Shani, Lady Maravilla y Sexy Star II y ganó el vacante Campeonato Reina de Reinas de AAA.
  - Apache cubrió a Tormenta después de una «Plancha».
  - Después de la lucha, la Campeona Knockouts de Impact Deonna Purrazzo salió a retar a Apache a una lucha de Título vs. Título en Triplemanía XXIX.
- Laredo Kid ganó el torneo Rey de Reyes 2021.
  - Kid eliminó finalmente a El Texano Jr., ganando la lucha.
  - Los otros participantes fueron (en orden de eliminación): Myzteziz Jr. (Kid), Aero Star (Clown), Drago (Clown), El Hijo del Vikingo (Texano), Abismo Negro Jr. (Kid) y Murder Clown (Texano).
- Pagano & Psycho Clown y Chessman & Sam Adonis terminó sin resultado.
  - La lucha terminó sin resultado después de que Diamante Azul y Puma King salieran a atacar a Chessman, Clown y Pagano.
  - Después de la lucha, Andrade lanzó un reto a Kenny Omega por el Megacampeonato de AAA en Triplemanía XXIX.